# Team Filthy
Team Filthy es un stable heel de lucha libre profesional en Major League Wrestling (MLW) y New Japan Pro-Wrestling (NJPW). El grupo se formó el 5 de octubre de 2017 durante One Shot de "Filthy" Tom Lawlor. 

## Historia

### Major League Wrestling (2017-presente)
Antes de su pelea con Jeff Cobb durante el evento One Shot de MLW, Lawlor llegó al ring con dos figuras sin nombre vestidas con el mismo chándal que él. Estos esquineros ayudaron a Lawlor en su victoria dándole una sustancia para cegar a Cobb. Los esquineros volvieron a interferir en nombre de Lawlor en Never Say Never durante su combate con Matt Riddle. Mientras aún estaba acompañado por esquineros desconocidos, Lawlor agregaría a Seth Petruzelli y Simon Gotch a su grupo, siendo nombrado formalmente Team Filthy con la inclusión de este último.
El grupo entraría en conflicto con los stables heels, Promociones Dorado, y el Stud Stable por oportunidades en el Campeonato Mundial de Peso Pesado y control dominante de la empresa. Por esta época, Lawlor y Gotch reclutaron a Fred Yehi en el Team Filthy después de que lo salvaron de una confrontación con el Stud Stable. Lawlor ganó un combate por el Campeonato Mundial de Peso Pesado al ganar el Battle Riot inaugural. Petruzelli sería atacado por Dirty Blondes de Stud Stable y eventualmente sería retirado silenciosamente del Team Filthy y descartado de la televisión MLW. Tom Lawlor pasaría a vencer a Jake Hager de Stud Stable para eliminar al grupo como una amenaza para el Team Filthy. Después de que Lawlor derrotó a Shane Strickland por el título honorífico de ser "El as de MLW", desafió al campeón Low Ki, por un combate por el campeonato mundial de peso pesado en la SuperFight 2019, convirtiéndose en un favorito de los fanáticos. Como Yehi había dejado temporalmente MLW para hacer una excursión a varias promociones europeas, específicamente en Alemania, Lawlor tuvo un feudo con Sami Callihan, quien fue contratado por Promociones Dorado para atacar a Lawlor antes de su partido con Low Ki. Lawlor derrotó a Callihan en un Chicago Street Fight, pero fue traicionado por Gotch, quien había llevado a Lawlor a una emboscada de Promociones Dorado después del combate. Se reveló que Gotch también fue pagado por la fundadora y promotora de Promociones Dorado, Salina de la Renta.

### New Japan Pro-Wrestling (2020-presente)
Haciendo su debut en New Japan Pro-Wrestling en Lion's Break Collision, Lawlor fue visto en NJPW Strong por Kevin Kelly viendo el combate entre Jeff Cobb y Rocky Romero contra JR Kratos y Rust Taylor. Antes del combate de Lawlor con Fred Rosser, se confirmó que se unió a Kratos y Taylor para formar la versión New Japan del Team Filthy. Lawlor declaró que se asoció con Kratos y Taylor porque estaba buscando un equipo de lucha que fuera el más fuerte jamás visto. Solo una semana después de su formación, Danny Limelight se volvería contra Romero y se uniría al Team Filthy. Juntos, Team Filthy salió victorioso contra Cobb, Romero, Rosser y PJ Black en una lucha por equipos de ocho hombres. Sin embargo, la próxima vez que apareció Team Filthy, fueron derrotados por sus cuatro oponentes en tres luchas separados. Sin embargo, fue la "actuación de cinturón blanco" de Taylor contra Cobb lo que hizo que Lawlor lo despidiera del grupo. Sin perder tiempo, Lawlor reclutó a Chris Dickinson en su lugar.

## Miembros

### Miembros actuales
| Nombre             | Tiempo                                                                     | Promoción(es)                                                         |
| ------------------ | -------------------------------------------------------------------------- | --------------------------------------------------------------------- |
| Tom Lawlor (líder) | 5 de octubre de 2017-7 de octubre de 2019 21 de diciembre de 2019-presente | Major League Wrestling New Japan Pro-Wrestling Paradigm Pro Wrestling |
| Dan Lambert        | 28 de marzo de 2020-presente                                               | Major League Wrestling                                                |
| Dominic Garrini    | 25 de enero de 2020 – presente                                             | Major League Wrestling Paradigm Pro Wrestling                         |
| Kevin Ku           | 3 de septiembre de 2020 – presente                                         | Major League Wrestling Paradigm Pro Wrestling                         |
| King Mo            | 28 de marzo de 2020 – presente                                             | Major League Wrestling                                                |
| Kit Osbourne       | 11 de enero de 2020 – 13 de agosto de 2020 1 de julio de 2021 – presente   | Major League Wrestling                                                |
| Danny Limelight    | 21 de noviembre de 2020 – presente                                         | New Japan Pro-Wrestling                                               |
| Jorel Nelson       | 6 de agosto de 2021 – presente                                             | New Japan Pro-Wrestling                                               |
| JR Kratos          | 14 de noviembre de 2020 – presente                                         | New Japan Pro-Wrestling                                               |
| Royce Isaacs       | 6 de agosto de 2021 – presente                                             | New Japan Pro-Wrestling                                               |
| Matt Makowski      | 24 de marzo de 2021 – presente                                             | Paradigm Pro Wrestling                                                |

### Miembros anteriores
| Nombre          | Tiempo                                            | Promoción(es)                                 |
| --------------- | ------------------------------------------------- | --------------------------------------------- |
| Ariel Dominguez | 15 de diciembre de 2018 – 7 de octubre de 2019    | Major League Wrestling                        |
| Erick Stevens   | 22 de febrero de 2020 – 12 de octubre de 2020     | Major League Wrestling Paradigm Pro Wrestling |
| Fred Yehi       | 21 de julio de 2018 – 1 de febrero de 2019        | Major League Wrestling                        |
| Kenny Doane     | 4 de enero de 2020 – 11 de enero de 2020          | Major League Wrestling                        |
| Mike Mondo      | 4 de enero de 2020 – 11 de enero de 2020          | Major League Wrestling                        |
| Seth Petruzelli | 15 de diciembre de 2017 – 18 de agosto de 2018    | Major League Wrestling                        |
| Simon Gotch     | 31 de enero de 2018 – 16 de noviembre de 2018     | Major League Wrestling                        |
| Chris Dickinson | 8 de enero de 2021 – 14 de mayo de 2021           | New Japan Pro-Wrestling Ring of Honor         |
| Rust Taylor     | 14 de noviembre de 2020 – 18 de diciembre de 2020 | New Japan Pro-Wrestling                       |

Línea de tiempo

## Campeonatos y logros
- Major League Wrestling
  - MLW World Heavyweight Championship (1 vez) – Lawlor
  - Battle Riot (2018) – Lawlor
  - Opera Cup (2020) – Lawlor